# Национальный комитет российских историков
Национа́льный комите́т росси́йских исто́риков (НАЦКОМ, до 1991 года — Национальный комитет историков СССР) объединяет историков научно-исследовательских учреждений, высших учебных заведений, представителей музеев, архивов и других организаций исторического профиля с целью координации их международных связей и создания единого научно-образовательного и информационного пространства внутри профессионального исторического сообщества России.

## История и структура
НАЦКОМ входит в состав Международного комитета исторических наук (МКИН, действует с 1926 года), объединяющего историков более чем из 50 стран мира.
Национальный комитет действует на базе Института всеобщей истории РАН и Отделения историко-филологических наук РАН.
- Председатель Национального комитета — академик А. О. Чубарьян (с 1999)
- Почётный председатель в 1999—2018 годах — академик С. Л. Тихвинский
- Учёный секретарь — к. и. н., зам. министра науки и высшего образования РФ Д. С. Секиринский[1]